# Watchmen
Watchmen là một loạt truyện tranh gồm 12 tập do Alan Moore sáng tác nội dung, Dave Gibbons minh họa và John Higgins tô màu. Loạt truyện này được nhà xuất bản DC Comics phát hành lần đầu trong hai năm 1986 và 1987 rồi sau đó đã được tái bản nhiều lần dưới dạng truyện một tập. Watchmen có nội dung bắt nguồn từ một tác phẩm do Alan Moore đề nghị xuất bản với hãng DC Comics trong đó xuất hiện các nhân vật siêu anh hùng mà hãng này vừa mua lại bản quyền từ nhà xuất bản Charlton Comics. Do tác phẩm đề nghị của Moore có thể sẽ khiến nhiều nhân vật siêu anh hùng khó có thể được sử dụng trong các truyện tranh sau này, biên tập viên của DC là Dick Giordano đã thuyết phục nhà văn tạo ra những nhân vật siêu anh hùng hoàn toàn mới cho tác phẩm đề nghị của ông.
Moore sử dụng cốt truyện của Watchmen để phản ánh những mối lo âu đương thời của xã hội cũng như đưa ra phản đề về các nhân vật siêu anh hùng trong truyện tranh Mỹ. Watchmen lấy bối cảnh là xã hội Hoa Kỳ giai đoạn từ sau Chiến tranh thế giới thứ hai tới những năm 1980 trong đó nhờ sự trợ giúp của các siêu anh hùng, nước Mỹ đã giành chiến thắng trong chiến tranh Việt Nam và Richard Nixon nhờ đó đã giữ vị trí Tổng thống Hoa Kỳ cho tới năm 1985. Nước Mỹ lúc này đang cận kề một cuộc chiến tranh hạt nhân với Liên Xô còn các hoạt động của các siêu anh hùng không phục vụ cho chính phủ thì đã bị đưa ra ngoài vòng pháp luật. Cốt truyện của Watchmen tập trung vào sự phát triển tính cách và những xung đột trong cuộc sống của các nhân vật siêu anh hùng xoay quanh cuộc điều tra về cái chết của một siêu anh hùng hoạt động cho chính phủ. Trừ tập cuối cùng, các tập Watchmen đều có thêm một tài liệu hư cấu dưới nhiều dạng như bài báo, trích đoạn hồi ký để giúp độc giả nắm rõ hơn số phận và tính cách của các nhân vật. Song song với câu chuyện của Watchmen còn có một truyện hư cấu có tên Tales of the Black Freighter được ấn hành dưới dạng truyện tranh do một nhân vật phụ đọc.
Cả giới xuất bản truyện tranh và báo chí đều đánh giá cao Watchmen, và giới phê bình đánh giá đây là tác phẩm hàng đầu của truyện tranh Mỹ. Tác phẩm này đã được chuyển thể thành một bộ phim cùng tên của đạo diễn Zack Snyder công chiếu vào tháng 3 năm 2009.

## Lịch sử sáng tác
Alan Moore nói về cơ sở sáng tác Watchmen
Năm 1985, hãng DC Comics mua lại một loạt nhân vật truyện tranh của nhà xuất bản Charlton Comics. Cũng trong thời gian này, nhà văn Alan Moore cũng dự tính về một tác phẩm mới với những nhân vật siêu anh hùng chưa được sử dụng, tương tự như ông đã từng làm với loạt truyện Miracleman vào đầu những năm 1980. Theo Moore thì ông có thể sử dụng loạt siêu anh hùng Mighty Crusaders của hãng MLJ Comics cho dự án mới của mình, vì vậy nhà văn đã đưa ra cốt truyện về một vụ giết người bí ẩn bắt đầu bằng việc người ta khám phá ra thi thể của siêu anh hùng The Shield tại một bến cảng. Alan Moore cho rằng việc sử dụng nhóm nhân vật nào không quan trọng bằng sự bàng hoàng và bất ngờ của độc giả khi họ phát hiện ra sự thực về các nhân vật ở cuối tác phẩm. Với quan điểm này, nhà văn đưa ra một phác thảo sử dụng các siêu anh hùng Charlton Comics với tựa đề Who Killed the Peacemaker (Ai đã giết người kiến tạo hòa bình?) và gửi nó cho biên tập viên của DC Comics là Dick Giordano. Mặc dù đón nhận đề nghị của Moore nhưng Giordano phản đối ý tưởng sử dụng chuỗi nhân vật Charlton Comics cho truyện tranh mới này, thế vào đó ông đề nghị Moore sử dụng những nhân vật mới hoàn toàn cho cốt truyện của nhà văn.

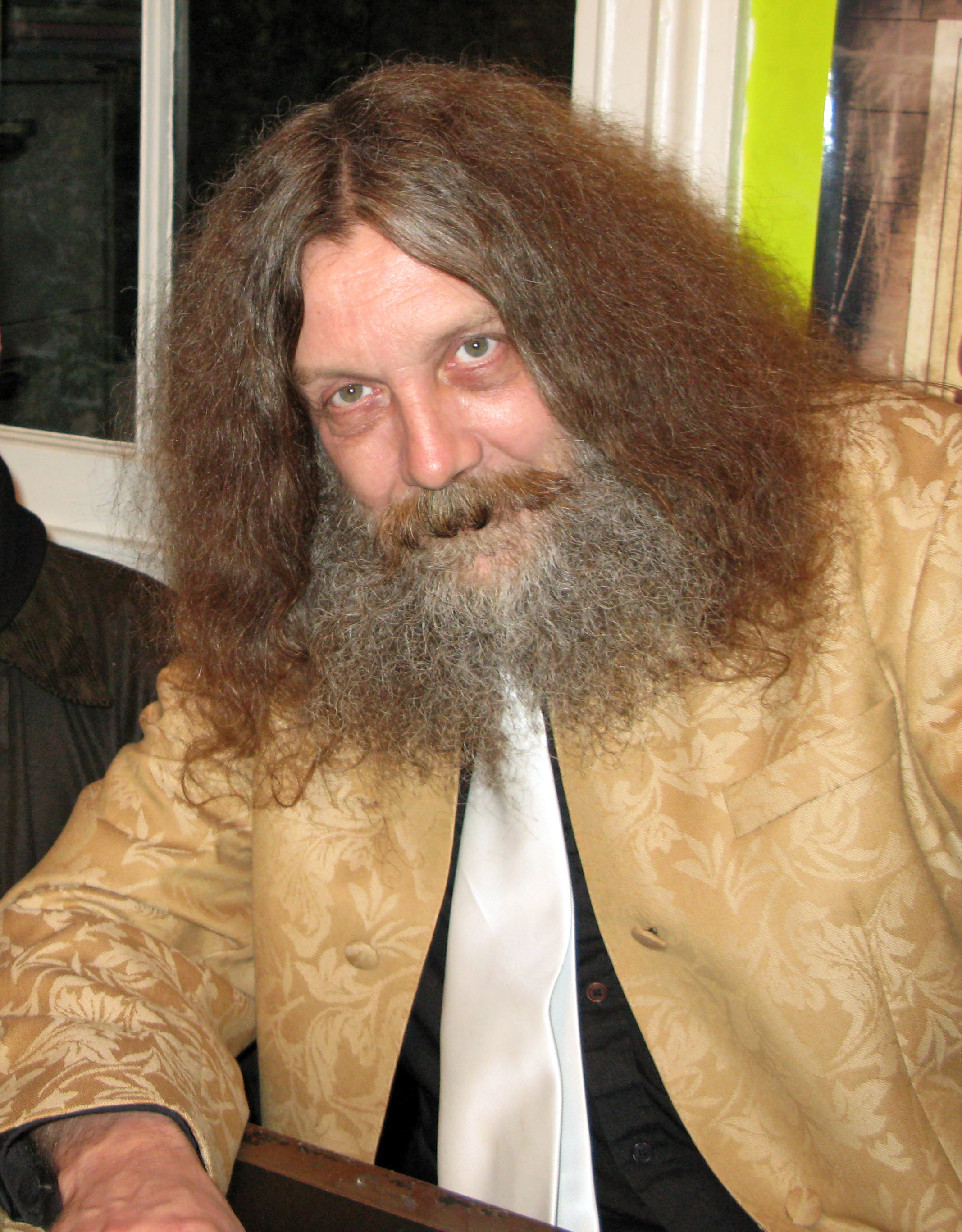
Alan Moore, tác giả nội dung Watchmen.

Vốn từng cộng tác với Moore trong một số dự án, Dave Gibbons khi nghe tin nhà văn đang sáng tác một loạt truyện tranh ít tập đã tỏ ý muốn tham gia và Moore đã gửi cho ông đề cương của tác phẩm mới. Thông qua Giordano, Gibbons đã đề nghị với Moore để được minh họa cho Watchmen và Moore đã đồng ý để Gibbons đảm nhiệm vị trí quan trọng thứ hai trong dự án này. Gibbons cũng là người mời họa sĩ John Higgins tham gia dự án với vị trí họa sĩ tô màu vì ông ưa thích phong cách đặc sắc của Higgins. Việc hai họa sĩ ở gần nhau cũng giúp họ trao đổi cụ thể hơn về tác phẩm thay vì chỉ hoàn thành phần việc của mình. Ở vị trí biên tập viên của loạt truyện, Len Wein là người được mời trong khi Giordano vẫn là người quan sát chung. Cả Wein và Giordano đều giữ nguyên tắc không can thiệp vào quá trình sáng tạo của các tác giả vì như Giordano nói thì "Trời ơi, có ai biên tập được Alan Moore không?".
Sau khi nhận được tín hiệu bắt đầu dự án, Moore và Gibbons dành một ngày tại nhà của Gibbons để thảo luận về tạo hình nhân vật, chi tiết bối cảnh và các ảnh hưởng. Hai người đặc biệt chịu ảnh hưởng từ tác phẩm nhại Siêu nhân của tờ Mad có tên "Superduperman", Moore nói rằng ông muốn xoay ngược 180 độ Superduperman từ hài kịch thành chính kịch. Moore và Gibbons dự định loạt truyện sẽ đặt các siêu anh hùng mang dáng vẻ quen thuộc kiểu cũ vào một thế giới hoàn toàn mới lạ, theo nhà văn thì ông muốn tạo ra "một Moby Dick siêu anh hùng", một tác phẩm có sức nặng và mật độ như thế. Mô tả hình dáng và tên của các nhân vật được Moore đưa ra còn các chi tiết cụ thể về bề ngoài của từng người thì được ông nhường cho Gibbons. Công việc này được họa sĩ tiến hành rất cẩn thận, ông mất tới hai hoặc ba tuần chỉ để phác thảo hình dáng các nhân vật. Gibbons thiết kế các nhân vật sao cho có thể dễ dàng minh họa sau này, Rorschach là nhân vật ưa thích của ông vì "bạn chỉ cần vẽ một cái mũ. Nếu bạn có thể vẽ một cái mũ, như vậy là bạn đã vừa vẽ Rorschach, bạn chỉ cần vẽ một hình dạng nào đó cho khuôn mặt ông ta và sau đó thêm vào vài vết đen, và thế là bạn hoàn thành".
Moore bắt đầu sáng tác loạt truyện từ rất sớm với hy vọng tránh lặp lại việc trì hoãn kế hoạch xuất bản như trường hợp của loạt truyện tranh DC Comics là Camelot 3000. Khi bắt tay vào viết kịch bản cho tập đầu tiên, Moore nhận ra rằng ông chỉ có đủ cốt truyện cho 6 tập trong khi đã ký hợp đồng 12 tập, ông đưa ra giải pháp là xen kẽ những tập đề cập tới cốt truyện chung với các tập gốc đề cập tới các nhân vật. Kịch bản của Moore được viết rất chi tiết để Gibbons minh họa, họa sĩ nhớ lại: "kịch bản cho tập đầu tiên của Watchmen theo tôi là có chừng 101 trang đánh máy cách dòng đơn, giữa các phần mô tả của từng hình vẽ không hề có khoảng trống, hay, đến cả giữa các phần mô tả của hai trang vẽ cũng không có khoảng trống". Vì thế ngay khi nhận được kịch bản, Gibbons phải đánh số trang vì 'nếu đánh rơi chúng xuống sàn thì tôi sẽ phải mất hai ngày để sắp xếp lại đúng thứ tự", họa sĩ cũng đánh dấu phần chữ in và miêu tả ngắn, công việc chuẩn bị trước khi thực sự bắt tay vào minh họa tốn của ông không ít thời gian. Mặc dù kịch bản đã được viết rất chi tiết, mỗi phần mô tả hình vẽ vẫn được Moore kết thúc bằng chú thích: "Nếu nó không phù hợp với ông thì ông hãy vẽ cái gì phù hợp nhất", tuy nhiên Gibbons luôn trung thành với kịch bản của Moore. Gibbons được quyền tự chủ khá nhiều trong khi minh họa Watchmen, ông thường xuyên thêm vào những chi tiết nhỏ ở nền mà Moore phải thừa nhận là ông chỉ nhận ra mãi về sau. Đôi khi Moore cũng hỏi ý kiến đồng nghiệp là tác giả truyện tranh nổi tiếng Neil Gaiman về nội dung truyện và các câu trích dẫn trong truyện.
Bất chấp mọi cố gắng thì đến tháng 11 năm 1986, Moore phải thừa nhận rằng kế hoạch xuất bản rất có thể sẽ phải trì hoãn vì khi tập 5 được xuất bản thì ông vẫn mới đang viết tập 9. Theo Gibbons thì một trong các yếu tố chính dẫn đến sự chậm trễ là việc ông chỉ nhận được từng phần kịch bản để minh họa. Nhịp độ làm việc của cả nhóm tác giả giảm đi từ tập 4, Gibbons nói: "cả hai chỉ có thể hoàn thiện vài trang truyện cùng lúc. Tôi nhận được ba trang kịch bản từ Alan, vẽ chúng và khi hoàn thành lại phải gọi cho ông ấy, 'Đưa cho tôi!' và ông ấy sẽ gửi cho tôi hai hoặc ba trang khác, đôi khi chỉ có một trang và có lần tới sáu trang". Khi tới hạn nộp tác phẩm, Moore có thể thuê một chiếc taxi chạy tới 50 dặm để chuyển kịch bản cho Gibbons. Trong các tập sau của loạt truyện, họa sĩ đôi khi phải nhờ tới vợ và con trai vẽ khung tranh để giúp ông tiết kiệm thời gian. Thậm chí Moore còn phải rút ngắn một phần dẫn truyện về Ozymandias vì Gibbons không thể nào thu ngắn phần thoại vào một trang truyện khi Ozymandias ra tay đỡ cú đánh lén của Rorschach.
Gần cuối dự án, Moore phát hiện ra rằng Watchmen có vài chi tiết giống với "The Architects of Fear", một tập của loạt phim truyền hình The Outer Limits vì thế giữa ông và Wein đã nổ ra tranh cãi về việc thay đổi phần cuối truyện với kết quả là Moore chiến thắng, tuy vậy nhà văn cũng tỏ sự thừa nhận về tập phim này bằng cách nhắc đến nó trong tập cuối của Watchmen.

## Nội dung

### Bối cảnh
Bối cảnh chính của Watchmen là xã hội đương đại đầu thập niên 1980. Xã hội này khác biệt so với xã hội thật ngoài đời bằng sự xuất hiện của các siêu anh hùng. Với sự can thiệp của hai siêu anh hùng là The Comedian và đặc biệt là Doctor Manhattan, nước Mỹ bước ra khỏi Chiến tranh Việt Nam bằng một chiến thắng, đây cũng là lý do khiến Richard Nixon tiếp tục tại vị Tổng thống Hoa Kỳ cho tới khi các sự kiện chính trong truyện diễn ra. Khác với nhiều loạt truyện tranh khác, siêu anh hùng (superhero) thực sự duy nhất trong Watchmen là Doctor Manhattan, người sở hữu những năng lực siêu phàm, các siêu anh hùng còn lại thực tế chỉ là các anh hùng cải trang với một vài ưu thế về trí tuệ, sức khỏe chứ họ không có các năng lực khác người. Doctor Manhattan cũng là ưu thế chiến lược của Hoa Kỳ khi đối đầu với Liên Xô trong Chiến tranh lạnh lúc này đang lên đến đỉnh điểm. Một điểm khác biệt nữa giữa Watchmen và các truyện tranh siêu anh hùng khác là các siêu anh hùng trong Watchmen không hoàn toàn được xã hội ưa thích, họ thậm chí còn bị chính phủ Mỹ đặt ra ngoài vòng pháp luật sau khi đạo luật Keene được thông qua năm 1977. Trừ hai siêu anh hùng làm việc cho chính phủ là Doctor Manhattan và The Comedian, siêu anh hùng duy nhất vẫn tiếp tục diệt trừ cái ác là Rorschach.

### Cốt truyện
Tháng 10 năm 1985, cảnh sát Thành phố New York nhận được tin Edward Blake bị giết sau khi bị tấn công tại nhà và bị ném từ trên nhà cao tầng xuống đất. Trong khi cảnh sát không tìm được dấu vết nào về thủ phạm vụ án, siêu anh hùng Rorschach quyết định bằng cách điều tra riêng đầy bạo lực của mình tìm cho ra bằng được kẻ đứng đằng sau cái chết của Blake, người còn được biết đến với tên The Comedian, một siêu anh hùng như Rorschach. Tin rằng đây có thể là âm mưu nhằm tiêu diệt số ít các siêu anh hùng còn lại, Rorschach cảnh báo với bốn siêu anh hùng đã ngừng hoạt động là Dan Dreiberg (từng là siêu anh hùng Nite Owl), Doctor Manhattan cùng người tình Laurie Juspeczyk (Silk Spectre) và cuối cùng là chủ doanh nghiệp Adrian Veidt (Ozymandias).
Sau đám tang của Blake, Doctor Manhattan trong một cuộc phỏng vấn trên truyền hình đã vấp phải cáo buộc rằng ông chính là nguồn gốc gây ra bệnh ung thư cho tất cả bạn bè và người thân xung quanh. Đứng trước lời cáo buộc và những bằng chứng khó chối cãi, Doctor Manhattan quyết định rời Trái Đất để sống lưu vong tại Sao Hỏa. Sự biến mất của siêu anh hùng thực sự này khiến chính trị thế giới lâm vào khủng hoảng với sự kiện quân đội Liên Xô tiến vào Afghanistan. Một lần nữa Rorschach tin vào giả thiết về âm mưu chống lại siêu anh hùng của mình, nó càng được củng cố sau vụ Adrian Veidt bị một kẻ lạ mặt dùng súng ám sát hụt. Tuy nhiên trong khi đang tới nhà Moloch, một tay tội phạm có tiếng đã giải nghệ và cũng đang mắc bệnh ung thư giai đoạn cuối, Rorschach đã bị cảnh sát vây bắt theo một cú điện thoại nặc danh.
Mệt mỏi vì mối quan hệ tình cảm với con người kỳ lạ Doctor Manhattan và không còn bị ràng buộc với chính phủ sau sự ra đi của người yêu, Juspeczyk rời Căn cứ quân sự Rockefeller tới sống với Dreiberg. Tình cảm giữa hai người dần trở nên thân thiết cũng là lúc cả hai quay trở lại hoạt động của các siêu anh hùng dưới hai cái tên cũ Nite Owl và Silk Spectre. Tin vào giả thiết do Rorschach đặt ra, Nite Owl và Silk Spectre tới nhà tù giải thoát cho Rorschach. Về phần Doctor Manhattan, sau khi tới Sao Hỏa và dành thời gian hồi tưởng lại quá khứ, ông quay lại Trái Đất và đưa người yêu Juspeczyk tới Sao Hỏa cùng mình để thảo luận về mối quan hệ giữa hai người. Dưới sức ép của Doctor Manhattan, Juspeczyk buộc phải thừa nhận một sự thật rằng The Comedian hay Edward Blake chính là bố của cô mặc dù Blake bị Juspeczyk căm ghét cùng cực vì đã từng có ý định cưỡng bức mẹ của cô.
Tại Trái Đất, trong khi tới trụ sở công ty của Adrian Veidt để cảnh báo về âm mưu chống lại siêu anh hùng, Nite Owl phát hiện ra rằng chính Veidt, hay Ozymandias, là kẻ đứng đằng sau toàn bộ âm mưu loại bỏ các siêu anh hùng nhờ tìm được mật mã đăng nhập vào máy tính của Veidt là tên hoàng đế Ozymandias trong tiếng Ai Cập - Rameses II. Nite Owl cùng Rorschach quyết định tới Châu Nam Cực để tra hỏi Ozymandias về âm mưu khó tin này. Cùng lúc đó tại dinh thự riêng nằm ở bờ biển Châu Nam Cực, Ozymandias bộc lộ với ba người tùy tùng Việt Nam về ước mơ trở thành một Alexandros Đại đế của thời hiện đại trước khi đầu độc giết chết cả ba người. Tiếp đó, Ozymandias nhanh chóng hạ gục hai người Nite Owl và Rorschach và thông báo cho hai người về kế hoạch "tái lập" lại hòa bình thế giới và "cứu vãn" loài người bằng cách vận chuyển tức thời một con quái vật tới trung tâm Thành phố New York gây ra hoảng loạn khiến một nửa dân số thành phố này thiệt mạng và buộc hai quốc gia đối địch Hoa Kỳ và Liên Xô phải từ bỏ vũ khí để hợp tác chống lại kẻ thù chung là người ngoài hành tinh, chủ nhân của con quái vật. Ozymandias cũng thừa nhận đã chính tay giết chết The Comedian vì siêu anh hùng này tình cờ phát hiện ra kế hoạch chế tạo con quái vật của Ozymandias trên một hòn đảo ngoài khơi Nam Mỹ, Ozymandias cũng giải thích phương pháp khiến Doctor Manhattan rời bỏ Trái Đất là đánh vào tâm lý của người vốn có tiền sử về bệnh tâm lý này bằng cách chủ động gây ung thư cho những người thường gần gũi với Doctor Manhattan.
Trong lúc thảm họa kinh hoàng đang diễn ra tại New York thì Doctor Manhattan và Juspeczyk quay trở lại thành phố này. Bằng khả năng của mình, Doctor Manhattan nhanh chóng phát hiện ra sự can thiệp của Veidt vào thảm họa, ông dịch chuyển tức thời cả mình và Juspeczyk tới Châu Nam Cực. Tại đây, bốn siêu anh hùng được Ozymandias cho xem các kênh truyền hình trên khắp thế giới đưa tin về việc Liên Xô và Hoa Kỳ thực sự bắt đầu hợp tác với nhau dưới tác động khủng khiếp của thảm họa, chứng tỏ kế hoạch của Ozymandias thực sự có hiệu quả. Các siêu anh hùng bị đưa vào thế vừa không thể trừng phạt Ozymandias vừa không thể tiết lộ kế hoạch của người này ra thế giới vì nó sẽ khiến sự yên ổn của chính trị thế giới vừa được tạo lập nhanh chóng tan vỡ. Chỉ duy nhất Rorschach không chấp nhận sự thỏa hiệp này và quyết định bỏ đi khỏi Châu Nam Cực một mình để thông báo âm mưu của Ozymandias với cả thế giới. Không còn cách nào khác, Doctor Manhattan buộc phải giết Rorschach để thông tin không bị rò rỉ. Quay trở lại dinh thự của Ozymandias, Doctor Manhattan nhận thấy Nite Owl và Silk Spectre đang nằm cạnh nhau còn Ozymandias đang suy tư trong phòng riêng. Trước câu hỏi của Ozymandias về việc hành động như vậy là đúng hay sai khi mà kế hoạch cuối cùng đã có hiệu quả, Doctor Manhattan không trả lời mà chỉ nói "Không thứ gì có thể kết thúc" rồi rời bỏ Trái Đất mãi mãi. Watchmen kết thúc với cuộc viếng thăm Silk Spectre thứ nhất của cặp đôi Dan Dreiberrg và Laurie Juspeczyk. Cùng lúc ấy tại New York, nhân viên của tờ New Frontiersman đang sắp xếp lại đống tài liệu để đăng báo mà trên cùng là cuốn nhật ký của Rorschach bỏ lại trước khi tới Nam Cực, người nhân viên trẻ này mặc chiếc áo có hình khuôn mặt cười có một vệt đỏ, hình ảnh trùng với chiếc huy hiệu gắn trên áo Edward Blake khi ông bị hạ sát.

## Nhân vật chính

Các nhân vật chính trong Watchmen (từ trái qua phải): Ozymandias, Silk Spectre, Doctor Manhattan, The Comedian (quỳ), Nite Owl và Rorschach.

Trong Watchmen, Alan Moore dự định tạo ra bốn hoặc năm cách nhìn khác hẳn nhau về thế giới và trao cho độc giả quyền xác định cách nhìn phù hợp nhất với họ về phương diện đạo đức vì ông không tán thành với cách sáng tác buộc người đọc phải hiểu theo ý tác giả. Theo Moore thì điều các tác giả Watchmen muốn là cung cấp cho độc giả tất cả chi tiết về các siêu anh hùng, kể cả các điểm xấu, để cho người đọc thấy rằng kể cả những siêu anh hùng xấu xa nhất cũng có những điểm đáng tán đồng hay ngay đến các siêu anh hùng tốt đẹp nhất cũng có những tì vết riêng.
- The Comedian / Edward Blake: Cái chết của Blake mở đầu cho Watchmen và cũng là điểm xuất phát cho cốt truyện. Dù vậy, hình ảnh của The Comedian (Diễn viên hài) vẫn xuất hiện trong cả bộ truyện thông qua những đoạn hồi tưởng của các nhân vật khác, tính cách của siêu anh hùng này vì thế cũng dần dần được hình thành.[23] Moore tạo nên The Comedian dựa trên nhân vật siêu anh hùng Peacemaker của loạt nhân vật Charlton Comics cùng với các chi tiết từ nhân vật điệp viên Nick Fury của Marvel Comics. Theo hai tác giả của Watchmen thì The Comedian là kiểu nhân vật tương tự chính trị gia gây nhiều tranh cãi Gordon Liddy nhưng "to lớn và mạnh mẽ hơn".[1] Richard Reynolds thì mô tả The Comedian là một siêu anh hùng "tàn nhẫn, cay độc và theo thuyết hư vô, tuy vậy vẫn có cái nhìn sâu sắc hơn những người khác về vai trò của các anh hùng cải trang".[23] Dr. Manhattan và The Comedian là hai siêu anh hùng duy nhất còn được hoạt động công khai sau khi đạo luật Keene nghiêm cấm các siêu anh hùng được thông qua.
- Doctor Manhattan / Jonathan Osterman: Siêu anh hùng có quyền năng lớn nhất trong Watchmen. Nhà khoa học Jon Osterman có được những khả năng siêu phàm sau khi anh bất ngờ bị mắc kẹt trong "Máy khử trường riêng" ("Intrinsic Field Subtractor") đúng lúc nó làm thí nghiệm vào năm 1959. Doctor Manhattan được Moore xây dựng dựa trên nhân vật Captain Atom của Charlton Comics với ý định ban đầu nhằm đề cập tới hiểm họa của vũ khí hạt nhân. Tuy nhiên sau đó nhà văn thấy rằng ông có thể sáng tạo nhiều hơn với Manhattan khi biến nhân vật này trở thành một dạng "siêu anh hùng lượng tử".[1] Để tạo nên Doctor Manhattan, Moore đã sử dụng rất nhiều khái niệm của vật lý hạt nhân và vật lý lượng tử, nhà văn tạo cho nhân vật này sống trong một vũ trụ lượng tử nơi người ta không thể cảm nhận thời gian bằng cách nhìn tuyến tính thông thường, môi trường sống khác biệt đã khiến Doctor Manhattan nhìn các quan hệ xã hội bằng một con mắt khác biệt. Tuy nhiên để tránh dạng nhân vật vô cảm như Spock trong Star Trek, nhà văn cũng giữ cho Dr. Manhattan những thói quen của con người vào đầu tác phẩm để rồi sau đó dần thoát ra khỏi những thói quen đó cũng như dần mất đi nhân tính.[9] Vẻ ngoài màu xanh da trời của Dr. Manhattan được Gibbons tạo ra theo hình mẫu của nhân vật Rogue Trooper, nước da màu xanh tương phản của Dr. Manhattan cũng khiến nhân vật này có vị trí độc nhất trong toàn bộ tác phẩm.[24] Hình tượng nhân vật hoàn toàn khỏa thân của Dr. Manhattan cũng khiến Moore phân vân vì ông không chắc DC Comics sẽ đồng ý để những nhân vật như vậy xuất hiện,[3] Gibbons cũng muốn các đoạn có sự xuất hiện của Dr. Manhattan thẩm mỹ hơn vì vậy ông đã "thu nhỏ bớt" bộ phận sinh dục của nhân vật tương tự với các tác phẩm điêu khắc cổ điển sao cho độc giả không để ý tới ngay từ đầu chi tiết này.[25]
- Nite Owl / Dan Dreiberg: Một siêu anh hùng đã ngừng hoạt động vốn sở hữu rất nhiều dụng cụ tự thiết kế lấy cảm hứng từ loài cú. Nite Owl (Cú ăn đêm) được sáng tác dựa trên nhân vật Blue Beetle phiên bản Ted Kord. Tương tự với chi tiết Ted Kord có người tiền nhiệm ở vai trò Blue Beetle, Nite Owl cũng có một người tiền nhiệm trùng biệt danh là Hollis Mason.[1] Nếu như các chi tiết tính cách nhân vật được Moore cung cấp cho Gibbons để minh họa thì cái tên và trang phục của Hollis Mason lại là đề nghị của chính họa sĩ dựa theo ý tưởng của ông có khi ông mới 12 tuổi.[25] Richard Reynolds trong Super Heroes: A Modern Mythology đã nhận xét rằng mặc dù bắt nguồn từ các nhân vật của Charlton Comics, cách hành xử của Nite Owl lại có nhiều điểm chung với siêu anh hùng nổi tiếng của DC Comics là Người dơi (Batman).[26] Còn theo Klock thì khi không mặc trang phục cải trang, Dan Dreiberg có vẻ ngoài tương tự với hình ảnh một người đàn ông trung niên bất lực của Clark Kent, nhân dạng thứ hai của Siêu nhân (Superman).[27]
- Ozymandias / Adrian Veidt: Nhân vật lấy cảm hứng từ Alexandros Đại đế. Giống như Nite Owl, Veidt đã ngừng hoạt động anh hùng cải trang để điều hành hoạt động kinh doanh riêng. Được coi là một trong những người thông minh nhất của thế giới Watchmen, Moore tạo nên nhân vật Adrian Veidt dựa trên nhân vật truyện tranh mà ông ngưỡng mộ là Peter Cannon, Thunderbolt vốn vừa có trí tuệ thông minh vừa có sức mạnh siêu phàm và khả năng kiểm soát tâm lý.[1] Theo Richard Reynolds thì với mục đích ban đầu "giúp đỡ thế giới", Veidt lại bộc lộ những đặc điểm vốn thường gắn với các nhân vật phản diện (villain) trong các truyện tranh về siêu anh hùng, và nếu hiểu theo nghĩa đó thì Veidt chính là nhân vật phản diện của loạt truyện.[28] Còn với họa sĩ Gibbons thì sai lầm tồi tệ nhất của Adrian Veidt là việc anh ta khinh thường toàn bộ phần còn lại của loài người.[29]
- Rorschach / Walter Kovacs: Siêu anh hùng duy nhất còn hoạt động ngoài vòng pháp luật. Rorschach thường xuyên sử dụng một chiếc mặt nạ màu trắng với những hình thù đối xứng khác nhau tạo nên bởi vết mực đen trên nền vải trắng. Moore nói rằng ông đã cố gắng khắc họa Rorschach từ tinh hoa của các nhân vật do Steve Ditko tạo nên mà cụ thể là Mr. A.[15] Hình ảnh của Rorschach còn lấy cảm hứng từ nhân vật The Question trong loạt nhân vật Charlton Comics cũng do Ditko sáng tác.[1] Nhà nghiên cứu truyện tranh Bradford W. Wright mô tả thế giới qua qua mắt của Rorschach là "một tập hợp những giá trị đen-trắng mang nhiều hình dạng khác nhau nhưng không bao giờ trộn lẫn thành màu nâu, thế giới đó tương tự với bài trắc nghiệm vết mực lấy theo tên của chính siêu anh hùng này.". Cũng theo Wright thì cách nhìn như vậy đã giúp cho Rorschach tự do "phác họa" trên nền thế giới trống trơn về đạo lý.[30] Về nhân vật đặc sắc này, Moore nói rằng ông không hề dự đoán trước cái chết của Rorschach mãi cho tới tập 4 khi nhà văn nhận ra rằng việc Rorschach từ chối mọi sự thỏa hiệp sẽ khiến anh không thể tồn tại trong thế giới Watchmen.[9]
- Silk Spectre / Laurie Juspeczyk: Con gái của Silk Spectre thứ nhất. Silk Spectre (Bóng ma lụa) được mẹ rèn luyện từ nhỏ để trở thành một nữ anh hùng. Cô là người tình của Doctor Manhattan trong nhiều năm. Moore sáng tác nên Silk Spectre một phần dựa trên nhân vật của chuỗi Charlton Comics là Nightshade đồng thời thêm vào nhiều đặc điểm của các nữ anh hùng như Black Canary hay Phantom Lady.[1]

## Nghệ thuật và bố cục

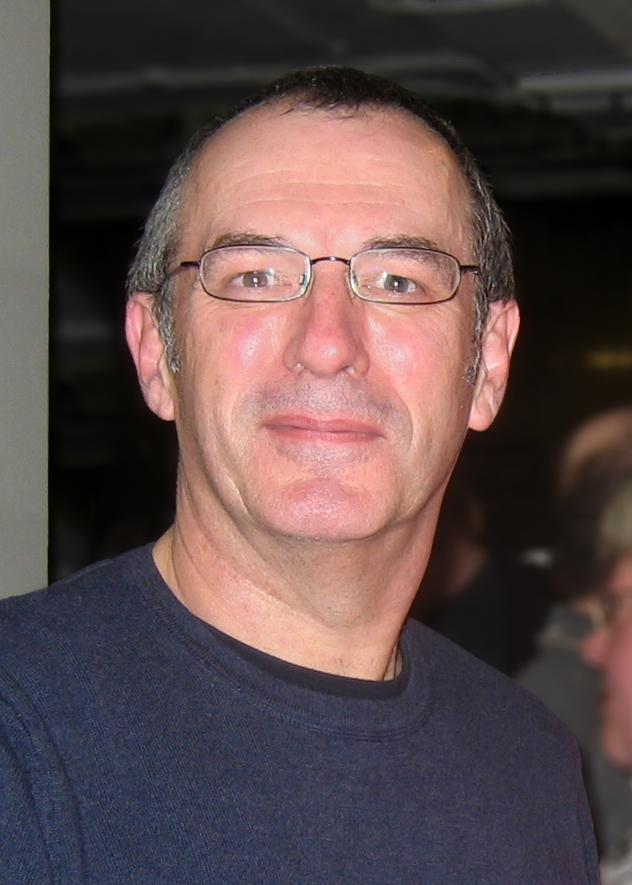
Dave Gibbons, người minh họa tác phẩm.

Moore và Gibbons sáng tác Watchmen nhằm chứng tỏ những giá trị chỉ có duy nhất ở thể loại truyện tranh và nhấn mạnh thế mạnh riêng đó. Trong một cuộc phỏng vấn năm 1986, Moore đã nói rằng mình muốn khám phá những khía cạnh mà chỉ có thể thành công ở truyện tranh chứ không thể nào ứng dụng ở các loại hình truyền thông khác, đặc biệt là điện ảnh. Theo Moore thì Watchmen được sáng tác để độc giả có thể đọc bốn hoặc năm lần mới có thể phát hiện ra những mỗi liên kết và các chi tiết ám chỉ trong tác phẩm. Còn với Gibbons thì càng sáng tác, Watchmen đối với ông lại càng mang ý nghĩa kể chuyện nhiều hơn là chính câu chuyện bên trong, khi đó bản thân cốt truyện đã không còn quan trọng bằng việc người ta kể và đón nhận cốt truyện đó ra sao.
Về mặt minh họa, Gibbons nói rằng ông đã phải rất cân nhắc khi sáng tác các hình vẽ của Watchmen vì họa sĩ muốn mỗi trang sách được sáng tác ra phải có cái nhìn độc đáo của riêng loạt Watchmen chứ không giống bất kỳ một loạt truyện tranh nào khác. Để đạt được điều đó, Gibbons đã phải rất nỗ lực để tạo nên các nhân vật với dáng vẻ khác biệt so với bề ngoài thông thường của các siêu anh hùng trong truyện tranh. Họa sĩ đã vẽ loạt Watchmen với loại bút vẽ cứng để tạo ra những nét vẽ ít thay đổi về độ mảnh với hy vọng nó sẽ tạo sự khác biệt khi so với những nét vẽ lỏng hơn của truyện tranh đương thời. Năm 2009, khi trả lời phỏng vấn, Moore đã tiết lộ rằng ông đã dựa vào nghề cũ của Gibbons là nhân viên vẽ bản đồ địa chính để thêm vào bộ truyện một lượng lớn các chi tiết nhỏ. Gibbons mô tả Watchmen như là "một tạp chí (comic) về truyện tranh (comics)", ông cũng cho rằng trong quá trình sáng tác thì mình đảm nhiệm các khía cạnh kĩ thuật còn Alan Moore tập trung hơn vào các khía cạnh xã hội của hình ảnh những siêu anh hùng. Bối cảnh xã hội đương đại giả tưởng cũng tạo điều kiện cho Gibbons thay đổi nhiều chi tiết của xã hội Mỹ đương thời như sự xuất hiện của ô tô điện, các tòa nhà mang dáng vẻ hơi khác so với ngoài đời, những thay đổi này theo Moore đã "tạo cơ hội cho độc giả Mỹ nhìn nền văn hóa của chính họ từ vị trí của một người nước ngoài". Bối cảnh tự do cũng giúp Gibbons không phải tham khảo nhiều tài liệu để mô tả chính xác hoàn toàn các quang cảnh ngoài đời.
Họa sĩ đảm nhiệm tô màu John Higgins trong khi thực hiện Watchmen đã dùng một tông màu "buồn" hơn thông thường, ông cũng ưa thích sử dụng các màu không cơ bản. Moore nhận xét rằng ông luôn yêu thích cách tô màu của John Higgins nhưng cũng luôn coi Higgins là một họa sĩ tô màu bằng airbrush, một phong cách Moore vốn không hứng thú, Higgins về sau đã quyết định tô màu Watchmen bằng phong cách tô đồng màu (flat colour) kiểu châu Âu. Nhà văn cũng để ý rằng Higgins rất quan tâm tới sự thay đổi ánh sáng và các màu phụ, trong tập 6 họa sĩ bắt đầu bằng các màu ấm và tươi tắn để rồi dần dần chuyển sang tông màu đậm hơn để mang lại cho tập truyện cảm giác tăm tối và lạnh lẽo.

### Cấu trúc

Hai trang giữa của tập 5 Watchmen với tiêu đề "Fearful Symmetry". Các minh họa được sắp xếp có chủ ý ở dạng đối xứng, trang bên trái và trang bên phải có cấu trúc và chi tiết đối xứng nhau. Minh họa của Dave Gibbons.

Về mặt cấu trúc, Watchmen cũng có một số điểm khác biệt so với các truyện tranh đương thời, đặc biệt là về việc sắp xếp tranh minh họa trong một trang truyện và cách tô màu. Thay vì các khung tranh có nhiều kích thước khác nhau, các tác giả của Watchmen chia mỗi trang thành một lưới gồm 9 ô (nine-panel). Gibbons ưa thích cách sắp xếp này vì uy lực ("authority") của nó tạo cho người vẽ. Moore cũng đồng ý cách dùng bố cục chín ô vì nó tạo cho ông khả năng kiểm soát quá trình kể chuyện mà trước kia ông không có. Bhob Stewart của tờ The Comics Journal vào năm 1987 đã nhận xét với Gibbons rằng cách sắp xếp minh họa Watchmen khiến người ta liên tưởng tới các truyện tranh của EC Comics đặc biệt là những sáng tác của John Severin. Gibbons đồng ý với ý kiến này mặc dù ông lấy cảm hứng chủ yếu từ họa sĩ truyện tranh Harvey Kurtzman đồng thời cũng biến đổi sao cho Watchmen có được những nét riêng biệt. Cũng theo họa sĩ thì ông còn chịu ảnh hưởng từ những sáng tác của Steve Ditko cho những ấn phẩm thời kì đầu của The Amazing Spider-Man, cũng như một tác phẩm khác của Ditko là Doctor Strange.
Phần bìa của mỗi tập Watchmen đồng thời cũng là ô đầu tiên của câu chuyện. Theo Gibbons: "Bìa của Watchmen được đặt trong thế giới thực và trông nó cũng tương đối thực tế, tuy nhiên nó là điểm xuất phát của một tập truyện tranh, một cách cổng tới thế giới khác." Phần bìa được vẽ ở dạng cận cảnh với tiêu điểm là một chi tiết nào đó mà không có sự hiện diện của con người. Đôi khi các tác giả cũng thử nghiệm những cách sắp xếp minh họa khác, ví dụ trong tập 5 "Fearful Symmetry", Gibbons sử dụng cách minh họa đối xứng gương theo đó trang đầu tiên đối xứng với trang cuối cùng cứ như vậy cho đến hai trang giữa thì tạo nên một sắp xếp đối xứng qua đường gáy sách.
Phần kết của mỗi tập (trừ tập cuối cùng) được kèm thêm một phần tư liệu dạng văn xuôi do Moore sáng tác dưới nhiều dạng như trích đoạn tiểu thuyết giả tưởng, thư, báo cáo và bài báo có liên quan tới các nhân vật của Watchmen. Do DC gặp khó khăn trong việc bán quảng cáo kèm theo loạt Watchmen, mỗi tập truyện thường dư ra từ 8 đến 9 trang trống. Để lấp chỗ trống này, DC định gắn thêm các đoạn quảng cáo địa ốc và kéo dài phần thư độc giả (letters page), tuy vậy biên tập viên Len Wein đã đưa ra một ý tưởng mới đó là sử dụng phần trống này để đưa vào các thông tin bổ sung cho bối cảnh truyện. Ủng hộ ý tưởng này, Moore nói rằng sau khi tập 3 và 4 được phát hành thì các tác giả thấy mỗi tập Watchmen trông đẹp hơn và không còn giống những quyển truyện tranh thông thường khi không có phần thư độc giả, vì vậy họ quyết định tiếp tục với cách xuất bản này.

### Tales of the Black Freighter
Lồng bên trong Watchmen có một truyện tranh ngắn khác là "Marooned" ("Bỏ lại trên hoang đảo") thuộc loạt Tales of the Black Freighter (Huyền thoại con tàu Black Freighter), nội dung của truyện tranh này xuất hiện trong các tập 3, 5, 8, 9, 10 và 11 do một thanh niên da đen đọc ở New York. Moore và Gibbons đưa ra ý tưởng về "truyện trong truyện" với đề tài về cướp biển này vì họ cho rằng do các nhân vật trong Watchmen thường xuyên chứng kiến những sự kiện về siêu anh hùng trong đời thực, họ hẳn không còn hứng thú nào với các truyện tranh về siêu anh hùng mà thay vào đó là các đề tài khác như kinh dị, khoa học giả tưởng và cướp biển, đặc biệt là về cướp biển. Gibbons đề nghị với Moore đề tài cướp biển cho truyện tranh phụ và nhà văn đã đồng ý một phần vì ông là người rất hâm mộ kịch tác gia Bertolt Brecht: con tàu Black Freighter chính là hình ảnh ám chỉ của bài hát "Seeräuberjenny" trong tác phẩm Die Dreigroschenoper của Brecht. Moore cũng cảm thấy đề tài cướp biển cung cấp một thế giới phong phú và đen tối - một đối âm tuyệt hảo cho thế giới đương đại trong Watchmen". Từ ý tưởng ban đầu, nhà văn phát triển câu chuyện phụ sao cho ẩn trong đó là những phúng dụ và ẩn ý về câu chuyện chính của Watchmen. Theo bài báo giả tưởng ở cuối tập 5 giới thiệu về loạt truyện Tales of the Black Freighter thì "tác giả" của loạt truyện này là Joe Orlando, một nghệ sĩ có thực. Moore chọn Orlando vì nếu các câu chuyện về cướp biển trở nên nổi tiếng trong thế giới Watchmen thì biên tập viên của DC Comics là Julius Schwartz có thể đã thử mời nghệ sĩ này về sáng tác các truyện tranh về cướp biển. Trong phần gắn thêm của Watchmen, Orlando cũng đóng góp một bức tranh về loạt truyện tranh giả tưởng do ông là "tác giả".
Trong "Marooned", Moore và Gibbons miêu tả cuộc hành trình ác mộng của một thủy thủ trẻ từ hoang đảo nơi anh là người duy nhất sống sót sau vụ đắm tàu trở về đất liền để báo động cho thành phố quê hương về cuộc tấn công của chiếc tàu cướp biển Black Freighter. Theo Richard Reynolds, trong suốt cuộc hành trình, người thủy thủ trẻ vì sự thúc bách của nhiệm vụ giải cứu quê nhà đã lần lượt vượt qua những giới hạn nhân bản của một con người, từ sử dụng xác của những người bạn thủy thủ đã chết để làm bè vượt biển tới giết nhầm những người vô tội và đỉnh điểm là vô tình tấn công chính người vợ của mình trong căn nhà của hai người vì lầm tưởng thành phố quê hương đã rơi vào tay bọn cướp biển. Cuối cùng, viên thủy thủ tuyệt vọng quay trở lại biển nơi anh tìm thấy con thuyền Black Freighter đang bỏ neo ngoài khơi, anh bơi tới đó và leo lên con thuyền cướp biển. Moore nói rằng cái kết của truyện tranh phụ này được sáng tác nhằm miêu tả chính câu chuyện về Adrian Veidt, đồng thời những chi tiết trong truyện cũng ám chỉ tới các sự kiện khác trong Watchmen như vụ bắt giữ Rorschach và việc Dr. Manhattan tự tới sống lưu vong tại Sao Hỏa. Tán đồng với ý kiến của nhà văn, Reynolds nhận xét rằng cũng như Veidt, người thủy thủ trong "Marooned" đã hy vọng ngăn chặn thảm họa xảy ra bằng việc sử dụng chính xác chết của những người bạn nhằm đạt tới mục đích.

### Các biểu tượng

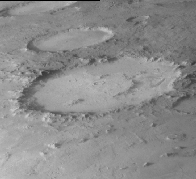
Miệng núi lửa Galle trên Sao Hỏa xuất hiện trong Watchmen trong mô-típ về mặt cười (smiley).

William S. Burroughs là cái tên được Moore nhắc tới như là một trong những ảnh hưởng chính của ông trong quá trình sáng tác Watchmen. Nhà văn ngưỡng mộ ý tưởng của Burroughs về việc lặp đi lặp lại các biểu tượng mang nhiều ý nghĩa trong tác phẩm truyện tranh duy nhất của Burroughs là "The Unspeakable Mr. Hart" xuất bản trong tạp chí Cyclops. Hình ảnh mặt cười (smiley face) dính máu là mô-típ lặp lại nhiều lần trong loạt truyện dưới nhiều dạng khác nhau. Trong tác phẩm The System of Comics, Thierry Groensteen nhận xét rằng biểu tượng này thường xuất hiện vào những thời điểm quan trọng của cốt truyện Watchmen gồm cả trang đầu tiên và trang cuối cùng, bên cạnh đó hình ảnh mở rộng của nó là những hình tròn cũng thường xuyên xuất hiện trong suốt loạt truyện. Ban đầu Gibbons tạo ra tấm huy hiệu mặt cười màu vàng trên áo của The Comedian nhằm làm bố cục truyện "sáng hơn", sau đó ông thêm vệt máu nhằm ám chỉ tới vụ giết nhân vật này và sau đó trở thành biểu tượng của toàn bộ loạt truyện, vị trí vệt dài trên mặt cười thay đổi theo diễn biến của Watchmen tương tự như một chiếc đồng hồ đang chạy dần đến nửa đêm. Ý tưởng về hình ảnh mặt cười đến với Moore từ các bài kiểm tra tâm lý của chủ nghĩa hành vi, theo ông thì nó đại diện cho biểu tượng về sự "trong trắng tuyệt đối" (complete innocence). Ở bìa tập đầu tiên của Watchmen, hình ảnh mặt cười có thêm một vệt máu đã làm thay đổi hoàn toàn ý nghĩa của nó giúp tránh chi tiết liên quan tới con người ở bìa tác phẩm. Nếu như đa phần hình ảnh mặt cười trong loạt truyện được vẽ một cách có chủ ý thì cũng có những hình ảnh chỉ là sự trùng hợp ngẫu nhiên, ví dụ Moore đã chỉ ra chi tiết chiếc nắp vòi nước máy công cộng nếu quay ngược lại thì cũng chính là một mặt cười thu nhỏ.
Cũng có những chi tiết ẩn dụ không xuất hiện trong truyện theo ý tưởng của Moore. Ông nhắc lại rằng "có những chi tiết Dave (Gibbons) đưa vào mà tôi thậm chí chỉ phát hiện ra sau lần thứ sáu hoặc thứ bảy đọc" và "có những thứ xuất hiện hoàn toàn tình cờ". Ví dụ Gibbons đã đề cập tới một chủ đề xuất hiện trong loạt truyện không hề theo dự tính trước của các tác giả, đó là sự tương phản giữa trần tục và lãng mạn thông qua những cảnh ân ái giữa Nite Owl và Silk Spectre trong nhà của Nite Owl và sau đó là trên cao trong chiếc phi thuyền. Hình ảnh mặt cười trên Sao Hỏa tạo bởi miệng núi lửa cũng chỉ đến với các tác giả khi Gibbons tìm thấy một bức ảnh chụp miệng núi lửa Galle vốn gần giống với một khuôn mặt cười. Về những ý tưởng xuất hiện bất chợt này, Moore đã nói: "Chúng tôi phát hiện ra rằng rất nhiều chi tiết đã tự nó nảy sinh ra những tình tiết mới tựa như chúng được tạo ra bởi ảo thuật" như trường hợp các tác giả đặt tên cho công ty khóa nơi Nite Owl đặt hàng là "Gordian Knot Lock Company".

## Chủ đề

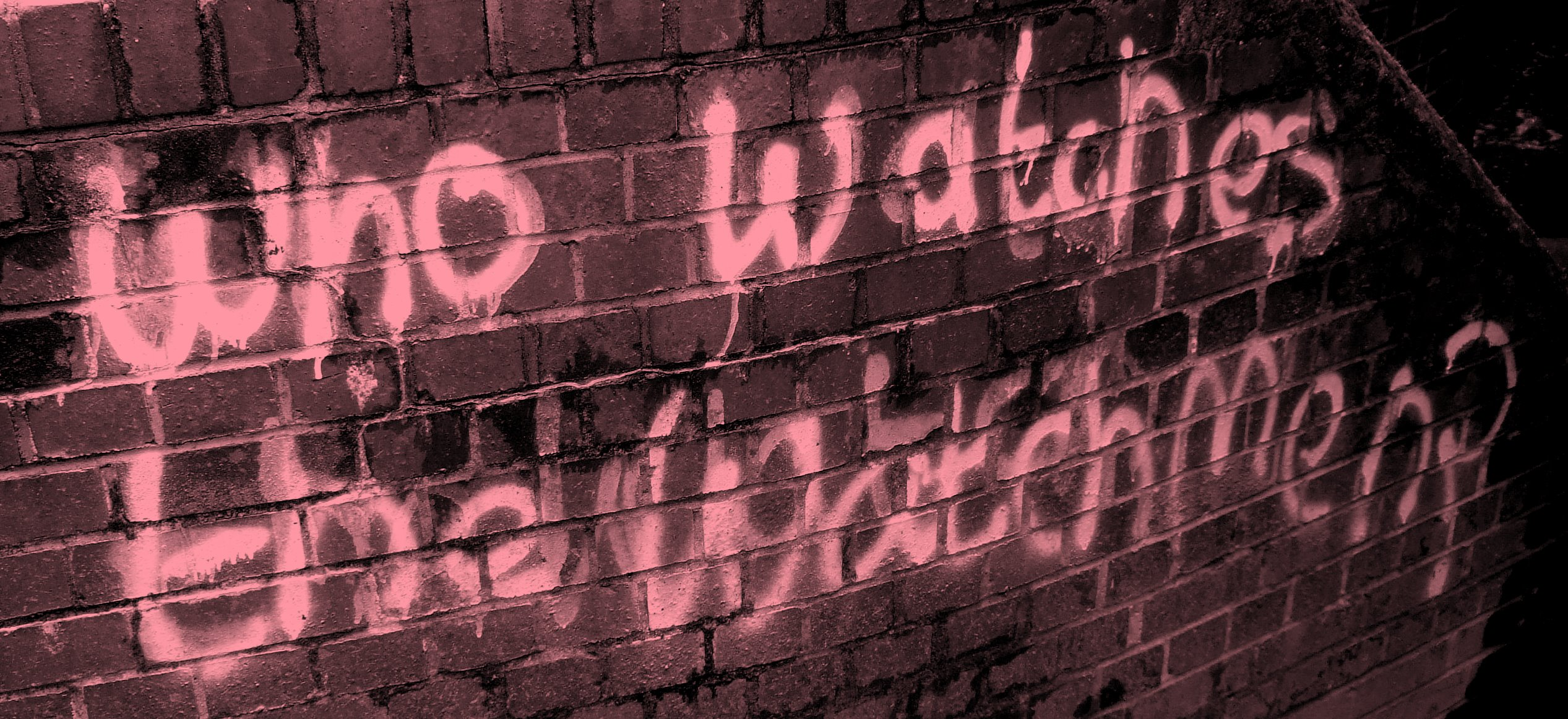
Graffiti tương tự với hình ảnh xuất hiện trong Watchmen. Hemel Hempstead, tháng 5 năm 2008.

Ý định ban đầu của các tác giả là thử nghiệm hình ảnh nhân vật các siêu anh hùng trong một thế giới gần với hiện thực. Khi cốt truyện bắt đầu trở nên phức tạp hơn, Moore nói rằng Watchmen đề cập tới quyền lực và ý niệm về các siêu anh hùng trong xã hội. Nhà văn còn thừa nhận rằng trong khi sáng tác loạt truyện, ông đã tránh được những hồi tưởng về các siêu anh hùng mà tập trung vào loài người thực sự. Tựa đề của toàn bộ tác phẩm - "Watchmen" gợi nhớ tới câu "Quis custodiet ipsos custodes?" ("Who watches the watchmen?" - "Ai canh chừng những người bảo vệ?") trích từ đề từ của Tower Commission Report; tuy nhiên vào năm 1986, Moore đã trả lời phỏng vấn rằng ông không rõ nguồn gốc câu nói này. Sau khi đọc bài phỏng vấn, nhà văn Harlan Ellison đã nhắc Moore tác giả câu nói này, đó là nhà thơ trào phúng người La Mã Decimus Iunius Iuvenalis. Năm 1987, Moore nhận xét rằng trong ngữ cảnh của Watchmen thì câu này thực sự thích hợp theo nghĩa: "They're watching out for us, who's watching out for them?" ("Họ canh chừng cho chúng ta, vậy ai là người canh chừng cho họ?").
Bradford Wright mô tả Watchmen là "cáo phó" của Moore cho ý niệm về anh hùng nói chung và siêu anh hùng nói riêng. Đặt câu chuyện vào ngữ cảnh xã hội học đương đại, Wright nhận xét rằng các nhân vật trong Watchmen chính là lời cảnh báo của Moore cho những ai còn tin vào các anh hùng và nhà lãnh đạo có khả năng bảo vệ số phận của cả thế giới, việc đặt niềm tin vào những hình tượng như vậy cũng chẳng khác nào giao phó trách nhiệm cá nhân cho "những Reagan, những Thatcher" và cả những "Watchman" (người bảo vệ) của thế giới mà thay vì bảo vệ chúng ta, họ lại đang đưa thế giới tới chỗ hủy diệt. Chính Moore vào năm 1986 đã nói ông viết Watchmen không phải vì mình phản đối chủ nghĩa thân Mỹ (Americanism) hay chủ nghĩa Reagan (Reaganism) mà chỉ vì ông tin rằng tại thời điểm này, một bộ phận nước Mỹ của Reagan đã không còn biết sợ hãi, họ nghĩ rằng họ không thể bị tổn thương ("invulnerable"), nhà văn muốn viết một thứ gì đó để làm mọi người biết cảm thấy sự bất an. Mặc dù muốn đề cập tới thời đại của lo lắng và "chính trị quyền lực" ("power politics") mà mình đang sống, Moore cũng thừa nhận rằng ông chỉ đưa bối cảnh Watchmen vào một thế giới gần với sự thật vì tác giả lo rằng các độc giả sẽ đóng sách nếu thấy nhà lãnh đạo được yêu thích của họ bị tấn công trong truyện.
Trong bài viết "Deconstructing the Hero" (Hủy cấu trúc hình tượng anh hùng), Iain Thomson đánh giá rằng tác giả đã xây dựng các nhân vật anh hùng nhằm bộc lộ ý tưởng hủy cấu trúc (deconstruct) với quan niệm truyền thống về hình tượng anh hùng, cũng là khuyến khích độc giả suy ngẫm về ý nghĩa của hình tượng anh hùng bằng nhiều góc nhìn khác nhau từ các mảnh vỡ rải rác. Theo Thomson, các anh hùng trong Watchmen gần như có một điểm chung đó là một triển vọng tương lai diệt vong (nihilistic outlook) và Moore mô tả cái triển vọng đó như là sự thật giản đơn và thẳng thắn để hủy cấu trúc mục đích tối thượng của những nhân vật đáng ra được coi là anh hùng. Về cốt truyện, Iain Thomson đánh giá nó được phát triển sao cho số phận các anh hùng đã đặt ra cho độc giả câu hỏi, phải chăng sẽ không thể sống tốt hơn nếu thiếu các anh hùng, phải chăng thời đại của các anh hùng đã trôi qua, đây là lý do Thomson cho rằng "tác phẩm hậu hiện đại" này khác biệt so với những tác phẩm hủy cấu trúc hình tượng anh hùng của trào lưu chủ nghĩa hiện sinh. Về phần mình, Richard Reynolds đánh giá với việc không có nhân vật siêu phản diện (supervillain) trong thế giới Watchmen, các siêu anh hùng buộc phải đối mặt với những lo lắng mơ hồ hơn về xã hội và đạo đức, chi tiết này đã xóa bỏ khái niệm truyền thống về các siêu anh hùng khỏi cốt truyện, và như thế Watchmen hoặc là giới hạn cuối cùng của thể loại truyện tranh siêu anh hùng hoặc là bước đầu tiên cho sự trưởng thành của thể loại này.
Tránh cụm từ "hủy cấu trúc", Geoff Klock nhận xét Watchmen là câu chuyện về nhìn lại khái niệm siêu anh hùng, ông coi tác phẩm này cùng The Dark Knight Returns của Frank Miller là những trường hợp đầu tiên đại diện cho một thể loại truyện tranh mới với bước chuyển tiếp hình ảnh các siêu anh hùng từ giả tưởng sang hình tượng văn học. Theo đó thì chủ nghĩa hiện thực của Moore trong Watchmen đã giúp hư vô hóa (kenosis) thể loại truyện tranh khi không còn xây dựng những nhân vật siêu anh hùng có vị thế cao quý và sức mạnh phi thường, thay vào đó là những anh hùng cải trang chống tội phạm của thế giới thực. Theo Klock, quan trọng hơn cả việc Alan Moore khai thác động cơ hành động (thường mang dục tính) của các anh hùng cải trang đã làm xáo trộn những câu chuyện quá khứ của họ, đồng thời thúc đẩy độc giả đánh giá lại, nhìn nhận lại từng siêu anh hùng theo cách nhìn "hư vô hóa" của Moore. Ví dụ như trường hợp của Adrian Veidt, Veidt buộc phải phá hủy, sau đó tái tạo lại mọi thứ để tạo nên một cộng đồng thống nhất nơi anh ta có thể tồn tại. Về sự liên quan giữa tựa đề của truyện với câu nói của Iuvenalis, Klock cho rằng nó đã tô đậm rắc rối của việc kiểm soát những người nắm giữ quyền lực.
Bản thân tác giả Alan Moore những truyện tranh gai góc hậu hiện đại mang tính hủy cấu trúc hình tượng siêu anh hùng như Watchmen đã trở thành một thể loại riêng. Vào năm 2003, tác giả đánh giá 15 năm sau khi Watchmen ra đời, hàng loạt truyện tranh có cốt truyện tàn nhẫn, bi quan, bẩn thỉu và bạo lực đã xuất hiện, những tác phẩm này thường lấy Watchmen làm chuẩn để đưa ra những câu chuyện thực tế là quá sức xấu xa và không có nhiều trong số đó đáng để đọc. Cũng công nhận rằng các độc giả coi Watchmen mang chút gì đó tàn nhẫn và gai góc, Gibbons vẫn cho rằng theo cách nhìn của ông thì loạt truyện Watchmen vẫn là tác phẩm ca tụng tuyệt vời hình tượng các siêu anh hùng không kém gì các tác phẩm cùng thể loại khác.

## Phát hành và đánh giá

Mặt cười (smiley) là hình ảnh được lặp lại nhiều lần trong loạt truyện.

Sau khi tập đầu tiên của Watchmen ra đời, tác phẩm của Moore và Gibbons đã khiến các đồng nghiệp của họ phải kinh ngạc. Gibbons nhớ lại trường hợp của Howard Chaykin, một người vốn không bao giờ dễ dàng đưa ra lời khen, đã tới gặp ông và nói: "Dave, những điều ông đã làm với Watchmen thật tuyệt vời" ("Dave what you've done on Watchmen is fuckin' A"). Năm 1986, Moore phát biểu rằng hãng DC đã ủng hộ các tác giả từ đầu tới cuối kể cả với những sự vượt quá giới hạn về mặt hình ảnh. Để quảng cáo cho loạt truyện, DC Comics cho phát hành các bộ thẻ có hình nhân vật và hình vẽ trong Watchmen, 10.000 bộ 4 huy hiệu bao gồm cả một phiên bản của huy hiệu mặt cười dính máu trên áo The Comedian trước khi ông bị giết cũng được phát hành và bán hết. Sau khi toàn bộ 12 tập Watchmen được xuất bản, hãng trò chơi điện tử Mayfair Games, với sự giám sát của Moore, cũng cho ra đời Watchmen, một trò chơi thuộc loạt DC Heroes Role -playing Game, trò chơi này còn cung cấp thêm cho người chơi những chi tiết phụ về thế giới Watchmen xảy ra năm 1966.
Watchmen được xuất bản dưới dạng các tập đơn trong thời gian 1986-1987. Là một thành công về thương mại, Watchmen đã giúp DC Comics vượt qua đối thủ Marvel Comics trong một thời gian ngắn trên thị trường truyện tranh. Trong thời gian này, lịch xuất bản Watchmen đôi khi bị trì hoãn, một lần vì theo dự định của Len Wein thì phải có 6 tập hoàn thiện để đảm bảo kế hoạch xuất bản trong khi thực tế chỉ có 3 tập được các tác giả hoàn thành, những lần khác vì Moore, Gibbons và Higgins cần nhiều thời gian hơn dự định để hoàn thiện một tập. Sau khi loạt truyện kết thúc, các tập Watchmen lẻ đã được tập hợp lại và bán dưới dạng trade paperback. Cùng với loạt Batman: The Dark Knight Returns (1986) của Frank Miller, Watchmen được tiếp thị dưới dạng tiểu thuyết có minh họa (graphic novel), tên gọi cho phép DC và các nhà xuất bản khác bán các tuyển tập truyện tranh tương tự nhau dưới dạng gần với tiểu thuyết thay vì truyện tranh. Do tính phổ biến của những tác phẩm như Watchmen, các nhà sách và thư viện công cộng bắt đầu dành ra những giá sách riêng cho thể loại tuyển tập truyện tranh này. Về sau, các truyện tranh mới được đặt hàng dựa trên cơ sở tái bản chúng dưới dạng tuyển tập cho các thị trường này. Năm 1987, hãng Graphitti Design cho xuất bản hạn chế một phiên bản bìa cứng Watchmen với 48 trang đi kèm bao gồm các ý tưởng gốc và phác họa ý tưởng tác phẩm. Năm 2005, DC Comics cho ra mắt độc giả Absolute Watchmen, phiên bản bìa cứng vượt cỡ của loạt truyện với khổ Absolute Edition. Tập hợp dưới sự giám sát của Dave Gibbons, Absolute Watchmen bao gồm cả các phần do Graphitti xuất bản cũng như được John Higgins khôi phục và vẽ màu lại. Năm 2008, hãng Warner Bros. Entertainment cho xuất bản Watchmen: Motion Comics, một loạt hoạt hình kể chuyện (narrated animation) với minh họa là hình ảnh truyện tranh gốc và phần lời dẫn chuyện. Tập một của loạt hoạt hình ra mắt độc giả vào mùa Hè năm 2008 tại các cửa hàng số như iTunes Store. Tháng 12 năm 2008, hãng DC tái bản tập 1 Watchmen với giá bìa gốc năm 1986 1,5 USD.
Watchmen được giới phê bình đánh giá cao kể cả bên trong và bên ngoài ngành công nghiệp truyện tranh Mỹ. Tạp chí Time đánh giá đây là tác phẩm xuất sắc nhất của trào lưu truyện tranh mới xuất bản thời gian đó và rằng Watchmen là một "kỳ công tuyệt vời của trí tưởng tượng, khoa học viễn tưởng, châm biếm chính trị, vừa gợi lên quá khứ của truyện tranh vừa dũng cảm tái dựng lại thể loại tiểu thuyết có minh họa dưới dạng truyện bí ẩn mang tính phản xã hội không tưởng". Năm 1988, Watchmen được trao Giải Hugo hạng mục Các thể loại khác (Other Forms). Kể từ khi phát hành, Watchmen thường xuyên được đánh giá là tác phẩm mang tính mở đường cho thể loại truyện tranh mới. Trong Art of the Comic Book: An Aesthetic History, Robert Harvey cho rằng với Watchmen, Moore và Gibbons đã lần đầu tiên chứng tỏ khả năng của truyện tranh trong việc miêu tả những cốt truyện phức tạp chỉ có thể sáng tạo riêng cho loại hình truyền thông này. Năm 1999, tờ The Comics Journal xếp Watchmen ở vị trí thứ 91 trong danh sách 100 truyện tranh tiếng Anh của thế kỷ 20 (Top 100 English-Language Comics of the 20th Century). Watchmen là truyện tranh duy nhất có mặt trong danh sách "All-TIME 100 Greatest Novels" (100 tiểu thuyết vĩ đại nhất mọi thời của TIME) do tạp chí Time đưa ra năm 2005. Trong bài giới thiệu đi kèm danh sách, nhà phê bình của tờ Time Lev Grossman đã mô tả truyện tranh này như là một tác phẩm thót tim và cảm động, một bước ngoặt trong quá trình phát triển của một thể loại có tuổi đời còn trẻ. Năm 2008, tạp chí Entertainment Weekly xếp Watchmen ở vị trí thứ 13 trong danh sách 50 tiểu thuyết xuất sắc nhất xuất bản trong 25 năm gần đây với lời bình Watchmen là "tác phẩm về siêu anh hùng xuất sắc nhất từng ra mắt độc giả và là bằng chứng cho thấy thể loại truyện tranh cũng có thể cung cấp những cốt truyện cảm động và thông minhg xứng đáng được gắn mác "văn học"." Năm 2009, Lydia Millet trên tờ The Wall Street Journal đánh giá rằng Watchmen hoàn toàn xứng đáng với lời ca ngợi đó và rằng những trang vẽ của truyện hoàn toàn xứng đáng với tính phổ biến của nó, thậm chí là với tư cách một truyện kể văn học có minh họa, nó hoàn toàn có thể tranh đua về mặt nghệ thuật với những tuyệt tác như 'Acme Novelty Library' của Chris Ware hoặc gần nhứ bất cứ phần nào từ tác phẩm dí dỏm và tuyệt vời của Edward Gorey.
Năm 1985, theo lời của Moore thì nếu loạt truyện Watchmen thành công, ông cùng Gibbons có thể sẽ sáng tác thêm một loạt 12 tập truyện tranh Minutemen đề cập đến thời gian trước khi các sự kiện chính của Watchmen diễn ra mà cụ thể là thập niên 1940 với nhân vật chính là nhóm siêu anh hùng đã từng xuất hiện trong Watchmen. Steve Whitaker trong tạp chí truyện tranh của người hâm mộ Anh Fantasy Advertiser đã đùa rằng một loạt truyện như vậy nếu ra đời sẽ đương nhiên xoay quanh các mối quan hệ đồng tính luyến ái và sự lập dị về trang phục của họ trong bối cảnh những năm 1940. DC Comics đã tạo cơ hội cho hai tác giả sáng tác các loạt truyện prequel tương tự với tựa đề dạng Rorschach's Journal (Nhật ký của Rorschach) hoặc The Comedian's Vietnam War Diary (Nhật ký chiến tranh Việt Nam của The Comedian), nhà xuất bản cũng để ngỏ cơ hội cho các tác giả khác sử dụng thế giới của Watchmen để sáng tác. Đề tài về trải nghiệm của The Comedian trong Chiến tranh Việt Nam được ưu tiên vì The 'Nam (Chiến tranh Việt Nam) là đề tài phổ biến thời gian này của văn hóa Mỹ, ngoài ra theo Gibbons thì còn có các gợi ý về những câu chuyện liên quan tới cặp siêu anh hùng Nite Owl và Rorschach (theo kiểu của Randall and Hopkirk (Deceased)). Gibbons quan tâm hơn tới đề tài về Minutemen vì theo ông nó cũng là một cách tưởng nhớ tới sự giản đơn và bản chất không phức tạp của các truyện tranh thời kì hoàng kim cộng thêm những chi tiết kịch tính với những cốt truyện có thể đã rõ kết cục nhưng người đọc vẫn thấy hấp dẫn bởi cách tác giả dẫn dắt họ tới kết cục đó. Cuối cùng thì không tác giả nào cảm thấy những đề tài này có thể đi tới nơi tới chốn, đặc biệt là Moore đã dứt khoát rằng DC không được tiếp tục cho những người khác sáng tác tiếp loạt truyện.
Bất đồng về quyền sở hữu cốt truyện cuối cùng đã khiến Alan Moore cắt đứt quan hệ với DC Comics. Cả Moore và Gibbons đều nói rằng DC đã trả một khoản tiền đáng kể để được giữ bản quyền tác phẩm với điều kiện thu hồi là nếu như DC không còn nguyện vọng xuất bản tiếp loạt truyện thì một năm sau đó quyền sở hữu sẽ quay trở lại với các tác giả. Sau đó Moore cảm thấy điều khoản thu hồi trong hợp đồng là vô nghĩa vì DC không hề có ý định chấm dứt xuất bản hai loạt truyện ăn khách này. Trong bài phỏng vấn trên tờ The New York Times năm 2006, nhà văn đã phát biểu: "Tôi nói, 'Được thôi',' [...] 'Các ông đã lừa bịp tôi thành công thì tôi sẽ không bao giờ làm việc cho các ông nữa'". Năm 2000, Moore công khai xa lánh kế hoạch của DC kỉ niệm 15 năm ngày ra đời phiên bản bìa cứng của Watchmen và loạt búp bê (action figure) từ DC Direct, ông cho rằng hãng DC chỉ thuần túy kỉ niệm 15 năm ngày họ giành được Watchmen từ tay ông và Dave Gibbons.. Dù các búp bê mẫu đã được DC cho ra mắt công chúng tại hội chợ Comic-Con International năm 2000 nhưng việc sản xuất hàng loạt sản phẩm này đã bị hủy bỏ.. Trong khi hãng DC Comics vẫn muốn hàn gắn quan hệ giữa hai bên thì Moore vẫn cảm thấy rằng công ty đối xử không công bằng với mình trong việc xuất bản loạt tác phẩm America's Best Comics của ông (xuất bản dưới nhãn hiệu Wildstorm, được DC mua lại năm 1998 với lời hứa cho Moore là DC sẽ không can thiệp trực tiếp vào việc xuất bản).

## Chuyển thể điện ảnh

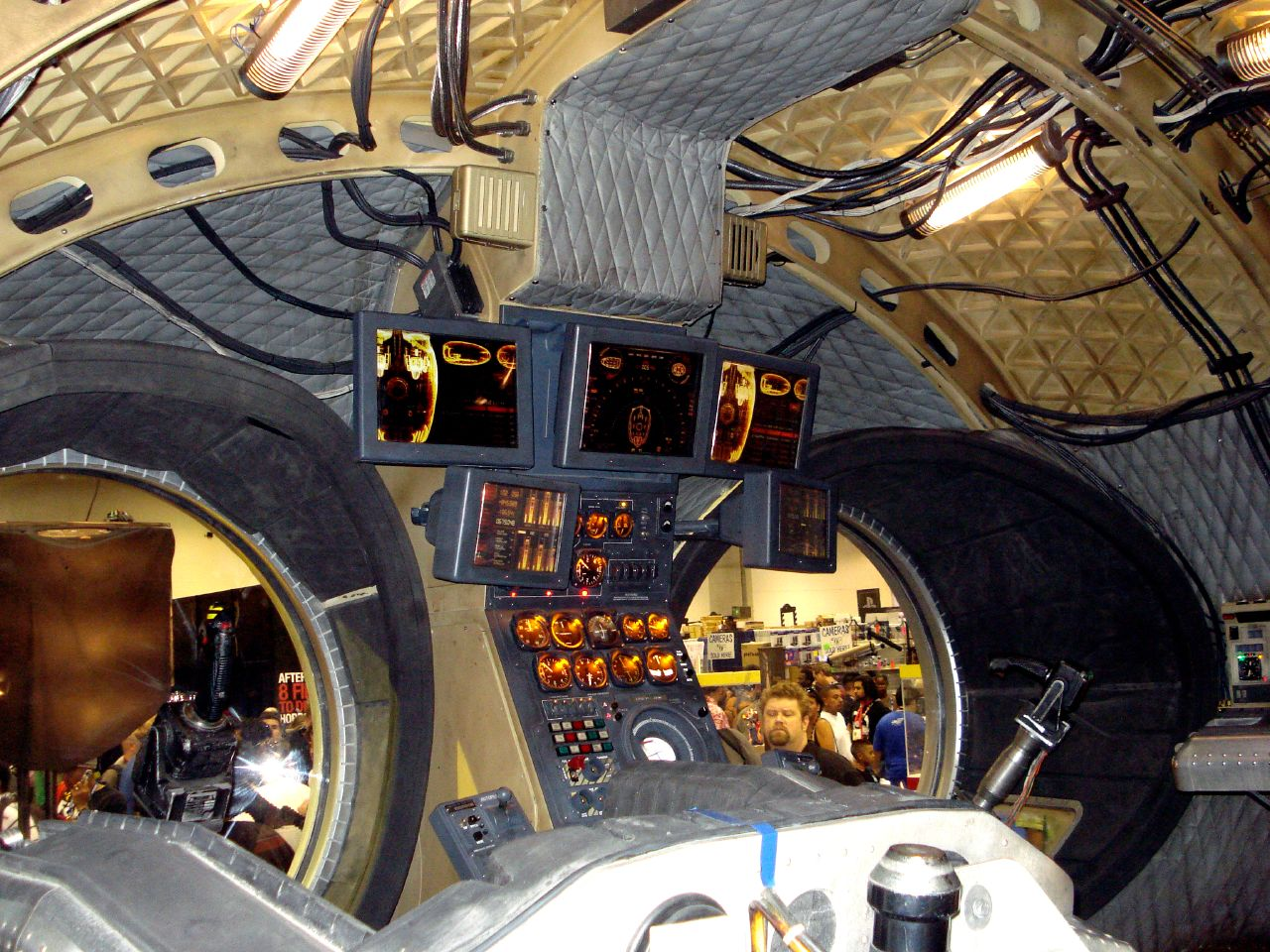
Bên trong con thuyền "Archie" của Nite Owl dựng trong phim Watchmen trưng bày tại Comic-Con 2008.

Ngay từ năm 1986 đã có một số dự án chuyển thể Watchmen thành phim điện ảnh khi các nhà sản xuất phim Lawrence Gordon và Joel Silver mua lại bản quyền chuyển thể tác phẩm này cho hãng 20th Century Fox. Fox đã đề nghị Alan Moore viết kịch bản phim dựa trên truyện tranh của ông, tuy nhiên nhà văn đã từ chối và hãng phim đã giao kịch bản chuyển thể cho nhà biên kịch Sam Hamm. Hamm được quyền viết lại phần kết của Watchmen vốn rất phức tạp trong truyện trở thành một đoạn kết điện ảnh dễ "kiểm soát" hơn bao gồm một vụ ám sát và một nghịch lý về thời gian. Tới năm 1991, dự án phim Watchmen được Fox nhượng lại Warner Bros. với hai vai trò đạo diễn và biên kịch được dự định giao cho Terry Gilliam và Charles McKeown. Theo kịch bản viết lại của McKeown thì quyển nhật ký của Rorschach sẽ được sử dụng như lời dẫn chuyện đồng thời nhiều cảnh trong truyện tranh vốn không có trong kịch bản của Hamm cũng được bổ sung thêm. Tuy nhiên do không thành công ở các dự án điện ảnh trước, Gilliam và Silver chỉ có thể kêu gọi được khoản đầu tư 25 triệu USD, bằng một phần tư của ngân sách cần thiết. Cuối cùng thì Gilliam quyết định bỏ dự án Watchmen vì theo ông thì tác phẩm này "không thể chuyển thành phim được" ("unfilmable"), Terry Gilliam đã phát biểu: "Rút ngắn tác phẩm xuống còn một bộ phim hai hoặc hai tiếng rưỡi đối với tôi cũng như là rút bỏ đi ý nghĩa thực sự của Watchmen". Sau khi đến lượt hãng Warner Bros. đình chỉ dự án phim điện ảnh Watchmen, Gordon mời Gilliam trở lại vị trí đạo diễn nhưng một lần nữa ông từ chối vì cho rằng tác phẩm này nên được chuyển thể thành một loạt phim ngắn 5 giờ hơn là một phim truyện.
Tháng 10 năm 2001, Gordon quyết định hợp tác với nhà sản xuất phim Lloyd Levin và hãng Universal Studios để khởi động lại dự án, người được chọn viết và đạo diễn dự án mới này là David Hayter. Do khác biệt về ý tưởng làm phim, Hayter và các nhà sản xuất rời hãng Universal và dự định chuyển Watchmen về thực hiện tại hãng Revolution Studios. Tuy nhiên cuối cùng thì bộ phim cũng không được thực hiện ở Revolution Studios và dự án một lần nữa lại đổ vỡ. Tháng 7 năm 2004, tới lượt hãng Paramount Pictures vào cuộc, dự án lần này vẫn sử dụng kịch bản của Hayter và người được mời đạo diễn là Darren Aronofsky trong khi Gordon và Levin tiếp tục giữ vai trò nhà sản xuất bên cạnh Eric Watson. Sau khi Aronofsky rời dự án để tập trung cho bộ phim The Fountain, đạo diễn của The Bourne Supremacy là Paul Greengrass được mời thay thế. Và cuối cùng thì một lần nữa dự án chuyển thể Watchmen lại bị Paramount ngừng lại vào cuối năm 2005.
Sau Paramount, Gordon và Levin quay trở lại hãng Warner Bros. vào tháng 10 năm 2005 với dự định thực hiện Watchmen ở hãng này. Ấn tượng với bộ phim chuyển thể từ truyện tranh 300, hãng Warner Bros. quyết định mời Zack Snyder, đạo diễn của 300, hiện thực hóa dự án Watchmen, một truyện tranh nổi tiếng khác, thành phim điện ảnh. Dựa trên những chi tiết yêu thích trong kịch bản của Hayter, nhà biên kịch Alex Tse đã viết kịch bản chuyển thể mới cho Watchmen đồng thời đưa bối cảnh phim trở lại thời kỳ Chiến tranh Lạnh. Tương tự cách làm 300, đạo diễn Snyder trung thành với truyện tranh gốc bằng cách sử dụng chính truyện tranh Watchmen để làm storyboard (minh họa phân cảnh). Zack Snyder cũng mở rộng các cảnh hành động và thêm một cốt truyện phụ về nguồn năng lượng để nội dung phim được làm rõ hơn. Mặc dù giữ quan điểm trung thành với tạo hình các nhân vật trong truyện tranh, đạo diễn Snyder cũng muốn tạo cho nhân vật Nite Owl vè ngoài đáng sợ hơn và dùng bộ áo giáp của Ozymandias để nhạo lại các bộ trang phục có cơ bắp cao su của phim Batman & Robin (1997). Sau khi đoạn phim quảng cáo Watchmen ra mắt công chúng tháng 7 năm 2008, chủ tịch hãng DC Comics là Paul Levitz đã phát biểu rằng do số đơn đặt hàng tăng vọt, DC Comics đã cho in hơn 900.000 bản Watchmen mới đưa tổng lượng phát hành dự tính của năm lên hơn 1 triệu bản. Liên quan tới việc Warner Bros. phát hành Watchmen, hãng 20th Century Fox đã đệ đơn kiện nhằm ngăn cản bộ phim ra mắt, tuy nhiên cuối cùng hai hãng phim cũng thương lượng xong về bản quyền chuyển thể theo đó hãng Fox được nhận một khoản tiền trả trước đồng thời được hưởng phần trăm lợi nhuận phát hành toàn cầu của phim Watchmen và các phim làm thêm nếu có. Bộ phim được chính thức công chiếu tháng 3 năm 2009.
Bênh cạnh Watchmen, các trích đoạn Tales of the Black Freighter cũng được chuyển thể thành một phim hoạt hình để phát hành dưới dạng đĩa DVD cùng thời gian với phim điện ảnh Watchmen. Gerard Butler, người thủ vai chính trong 300, được mời lồng tiếng cho nhân vật Captain trong phim này. Bản DVD của Watchmen được dự định phát hành 4 tháng sau DVD Tales of the Black Freighter và có tin cho rằng hãng Warner Bros. sẽ tung ra cả bản DVD mở rộng trong đó phần phim hoạt hình được lồng luôn vào phim điện ảnh. Trò chơi điện tử Watchmen: The End is Nigh cũng được phát hành vào dịp này, đây là sản phẩm do Len Wein, một biên tập viên truyện tranh, thực hiện với bối cảnh là quãng thời gian trước khi truyện phim Watchmen diễn ra.
Trong khi họa sĩ minh hoạt Watchmen là Dave Gibbons đồng ý làm cố vấn cho chuyển thể điện ảnh của Snyder thì Moore từ chối gắn tên ông với bất cứ chuyển thể điện ảnh nào từ truyện tranh do nhà văn này sáng tác. Moore nói rằng ông không hề có ý định xem chuyển thể do Snyder thực hiện và: "Có những điều chúng tôi làm với Watchmen mà nó chỉ có thể hiệu quả dưới dạng truyện tranh, và chúng được tạo ra cũng nhằm để chứng tỏ có những thứ trong truyện tranh mà các loại hình truyền thông khác không thể thực hiện được".